# Vejrup Kirke
Vejrup Kirke er en kirke midt i Vejrup by ca. 21 km øst for Esbjerg.
Teglstenkirkens kor og skib blev opført omkring 1530 på fundamenterne af den romanske forgænger. Tårnet er fra 1943.

## Eksterne kilder og henvisninger
- Vejrup Kirke på KortTilKirken.dk
- Vejrup Kirke i bogværket Danmarks Kirker (udg. af Nationalmuseet)

- Wikimedia Commons har flere filer relateret til Vejrup Kirke